# Округ Фирстенфелдбрук
Округ Фирстенфелдбрук је округ на југу немачке државе Баварска. Налази се западно од Минхена и обухвата његова предграђа. 
Површина округа је 434,78 km². Крајем 2008. имао је 201 845 становника. Има 23 насеља, од којих је седиште управе у месту Фирстенфелдбрук. 